# Ohozia al Iudeii
Ohozia (în ebraică אחזיהו) a fost un rege al Iudeii, fiul lui Ioram și al Ataliei. El a domnit între anii 842 î.Hr. (Albright), 841 î.Hr. (Thiele) sau 843 î.Hr.–842 î.Hr. (Galil). Ohozia a domnit un an și a murit la 23 de ani.

## Domnie
Ohozia, de cum a venit pe tron, a declanșat, sprijinit de Ioram al Israelului, o acțiune militară împotriva regelui Hazael al arameilor, cu scopul de a recuceri Ramotul Galaadului. Rănit în urma bătăliilor, Ioram s-a retras în capitala sa, fiind ucis (alături de familie) de către generalul Iehu, revoltat de decizie. Aceeași soartă a avut-o și Ohozia, care a fost ucis la Samaria, dat fiind faptul că provenea din același neam cu Ioram al Israelului. Spre deosebire de neamul regilor din Israel al lui Omri (Ahab, Ioram), Ohozia a avut parte și de un ritual de înmormântare.
Urmașii lui Ohozia n-au rezistat în Iudeea, fiind eliminați de către mama acestuia, Atalia, care a primit rangul de regentă. Singurul supraviețuitor a fost Ioaș, fiul de un an al lui Ohozia, ascuns fiind mătușa sa, Ioșeba, și de preotul Iehoiada (II Cronici 22:1-12).